# ديزة جنوبة إفريقية
ديزة جنوبة أفريقية (الاسم العلمي:Disa caffra) هي نوع من النباتات تتبع جنس الديزة من الفصيلة السحلبية.